# Martín Eulogio Rodríguez
Pour les articles homonymes, voir Martin Rodriguez.
Martín Eulogio Rodríguez Custodio, né le 24 septembre 1968 à Lima au Pérou, est un footballeur international péruvien, qui évoluait au poste de milieu de terrain.

## Biographie

### Carrière en sélection
International péruvien, Martín Rodríguez joue 19 matchs entre 1991 et 1995 sans marquer de but. 
Il figure dans le groupe des sélectionnés lors des Copa América de 1991 et 1995, où son équipe est éliminée à chaque fois au premier tour.

## Palmarès
Universitario de Deportes
- Championnat du Pérou (2) :
  - Champion : 1992 et 1993.